# منطقة فوق معدية
منطقة الشرسوف أو المنطقة فوق المعدية (بالإنجليزية: Epigastrium)‏ هي منطقة رأس المعدة وهي المنطقة أعلى منتصف البطن. عادة ما يتوضّع في منطقة الشرسوف الألم الناتج عن أمراض المعدة و الإثنا عشر والبنكرياس، وقد يتوضع فيه الألم من الكبد و المرارة وقناة الصفراء، ونادراً ما يتوضع ّفيه الألم الناتج عن الخناق الصدري (الذبحة الصدرية) أو انسداد العضلة القلبية (النوبة القلبية).

## روابط خارجية
- وحدة التشريح «Abdominal Viscera Basics - Page 1 of 10» على موقع جامعة ميشيغان